# Bashundhara City

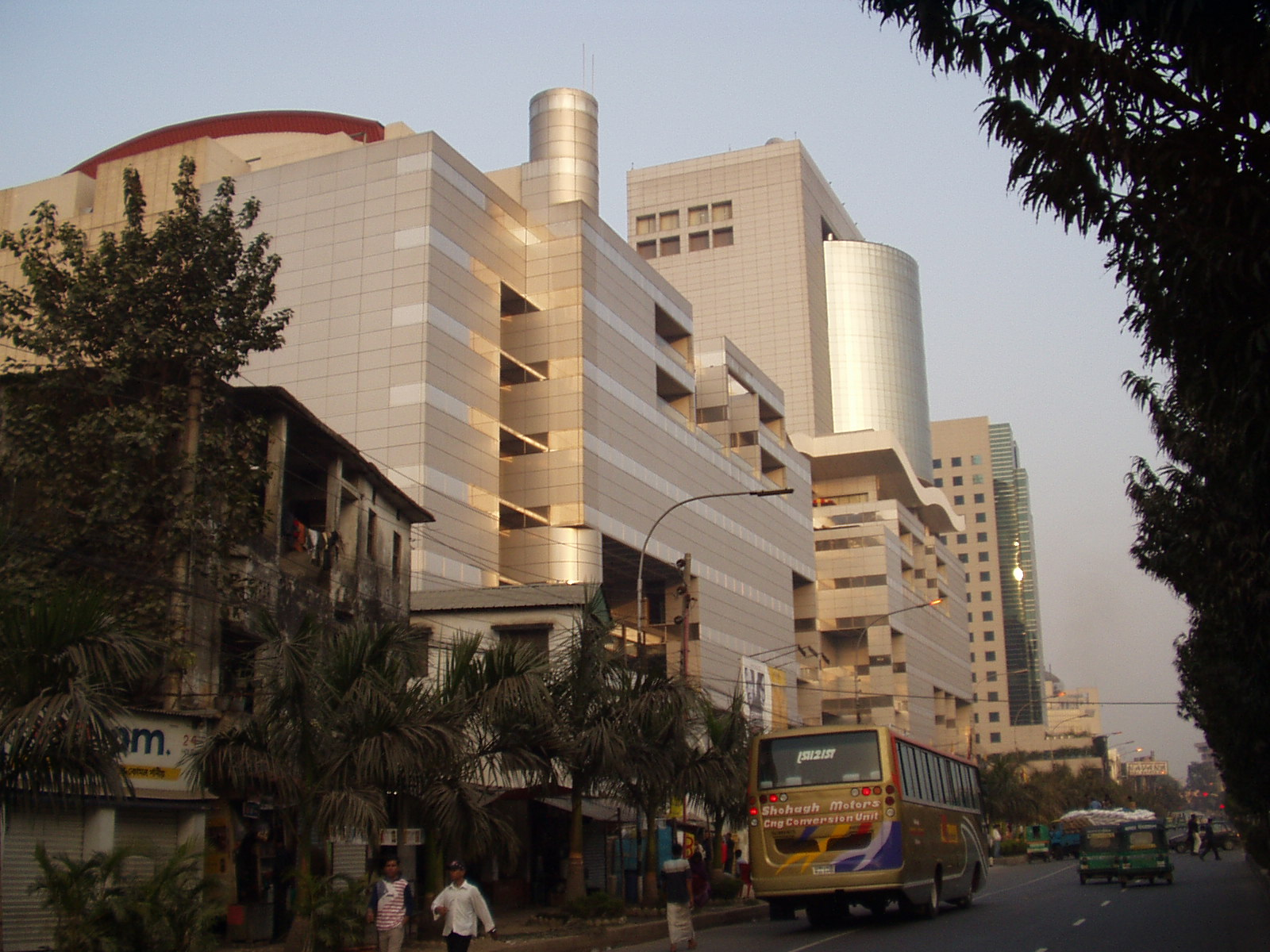
Bashundhara City, o maior centro comercial da Ásia do Sul

Bashundhara City, localizado em Daca, Bangladesh, é o maior centro comercial da Ásia do Sul. Abriu ao público em 6 de Agosto, de 2004. Está situado em Panthapath, perto do Karwan Bazar, na cidade de Dacca.

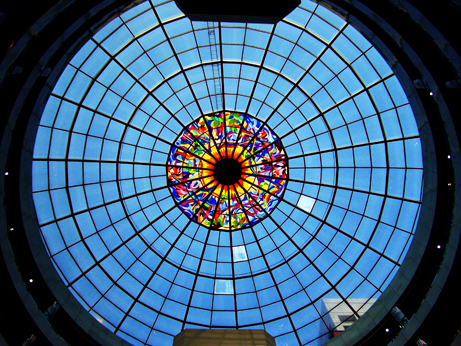
Cúpula do Bashudhara City

O Bashundhara City tem uma altura de 21 andares, dos quais 8 são usados para o centro comercial e os restantes como sedes de corporações do Grupo Bashundhara.
O centro comercial tem espaço para 2500 lojas e cafés, possuindo ainda um grande ginásio subterrâneo, um cinema tipo multiplex e salão de banquetes no último andar, além dum parque temático interior. o Bashundhara City, completamente equipado com ar condicionado e jardins suspensos é considerado um símbolo moderno da emergente cidade de Dacca.

## Incêndio

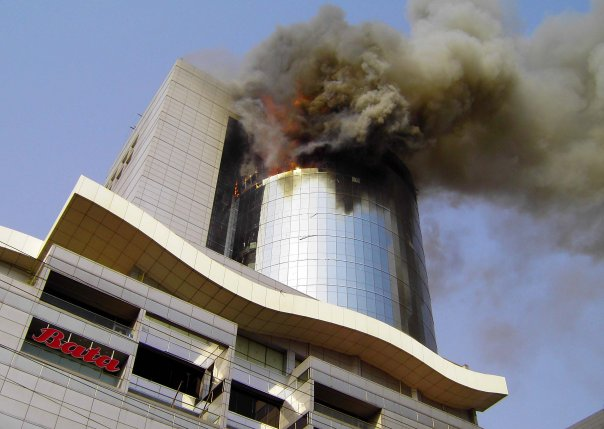
Torre do Bashundhara City em chamas.

Em 13 de março de 2009 o Complexo Bashundhara City foi em parte destruído por um incêndio. O incêndio começou no décimo oitavo andar e durou mais de oito horas. Outros seis pisos foram atingidos e devastados pelo fogo.
Pelo menos sete pessoas morreram e outras vinte e cinco ficaram feridas, entre as quais um bombeiro, segundo o chefe de operações e manutenção do Corpo de Bombeiros da cidade de Daca, Sheikh M. Shahjalal. Os outros seis mortos — quatro encontrados em um elevador — são civis, mas ainda não foram identificados. Os corpos foram completamente carbonizados.
O combate às chamas foi complicado devido a problemas no sistema de incêndios do edifício, e por as escadas dos bombeiros não alcançarem além do décimo terceiro andar.